# Eparchia amurska
Eparchia amurska – jedna z eparchii Rosyjskiego Kościoła Prawosławnego z siedzibą w Komsomolsku nad Amurem. Erygowana decyzją Świętego Synodu Rosyjskiego Kościoła Prawosławnego z 27 lipca 2011, poprzez wydzielenie z eparchii chabarowskiej. Katedrą administratury jest sobór św. Eliasza w Komsomolsku nad Amurem.
Początkowo nominację na pierwszego biskupa amurskiego otrzymał ihumen (następnie archimandryta) Arystarch (Jacurin). Synod zmienił jednak decyzję w tej sprawie i nominował na biskupa amurskiego hieromnicha Mikołaja (Aszymowa), kierując archimandrytę Arystarcha do eparchii chabarowskiej w charakterze jej biskupa pomocniczego. Chirotonia biskupia Mikołaja odbyła się 29 stycznia 2012 i od tego momentu jest on ordynariuszem eparchii.
Od października 2011 administratura należy do metropolii nadamurskiej. W 2013 w jej strukturach działało pięć dekanatów i 23 parafie (16 formalnie zarejestrowanych), obsługiwanych przez 28 duchownych. Było wśród nich 9 mnichów.
W 2016 z części eparchii amurskiej i chabarowskiej wydzielono eparchię wanińską.